# Miroslav Brozović
Miroslav "Meho" Brozović (Mostar, 26 de agosto de 1917 - 5 de outubro de 2006) foi um futebolista e treinador iugoslavo, medalhista olímpico.

## Carreira
Miroslav Brozović fez parte do elenco medalha de prata, nos Jogos Olímpicos de 1948.